# Ophioglossum californicum
Ophioglossum californicum är en låsbräkenväxtart som beskrevs av Karl Anton Eugen Prantl. Ophioglossum californicum ingår i släktet ormtungor, och familjen låsbräkenväxter. Inga underarter finns listade i Catalogue of Life.